# Cylindropuntia echinocarpa
Cylindropuntia echinocarpa, conocida comúnmente como choya plateada, es una especie de planta suculenta perteneciente al género Cylindropuntia, dentro de la familia Cactaceae. Se distribuye desde el suroeste de los Estados Unidos (concretamente en los estados de Arizona, California, Nevada y Utah) hasta el noroeste de México, (concretamente en los estados de Baja California y Sonora).

## Descripción
Cylindropuntia echinocarpa es una especie de cactus morfológicamente variable que va desde arbustos bajos y densamente ramificados hasta arbustos extendidos con forma de árbol, alcanzando alturas de 0,5 a 2 m. Normalmente tienen un tallo distintivo con forma de tronco que puede representar la mitad de la altura total de la planta.

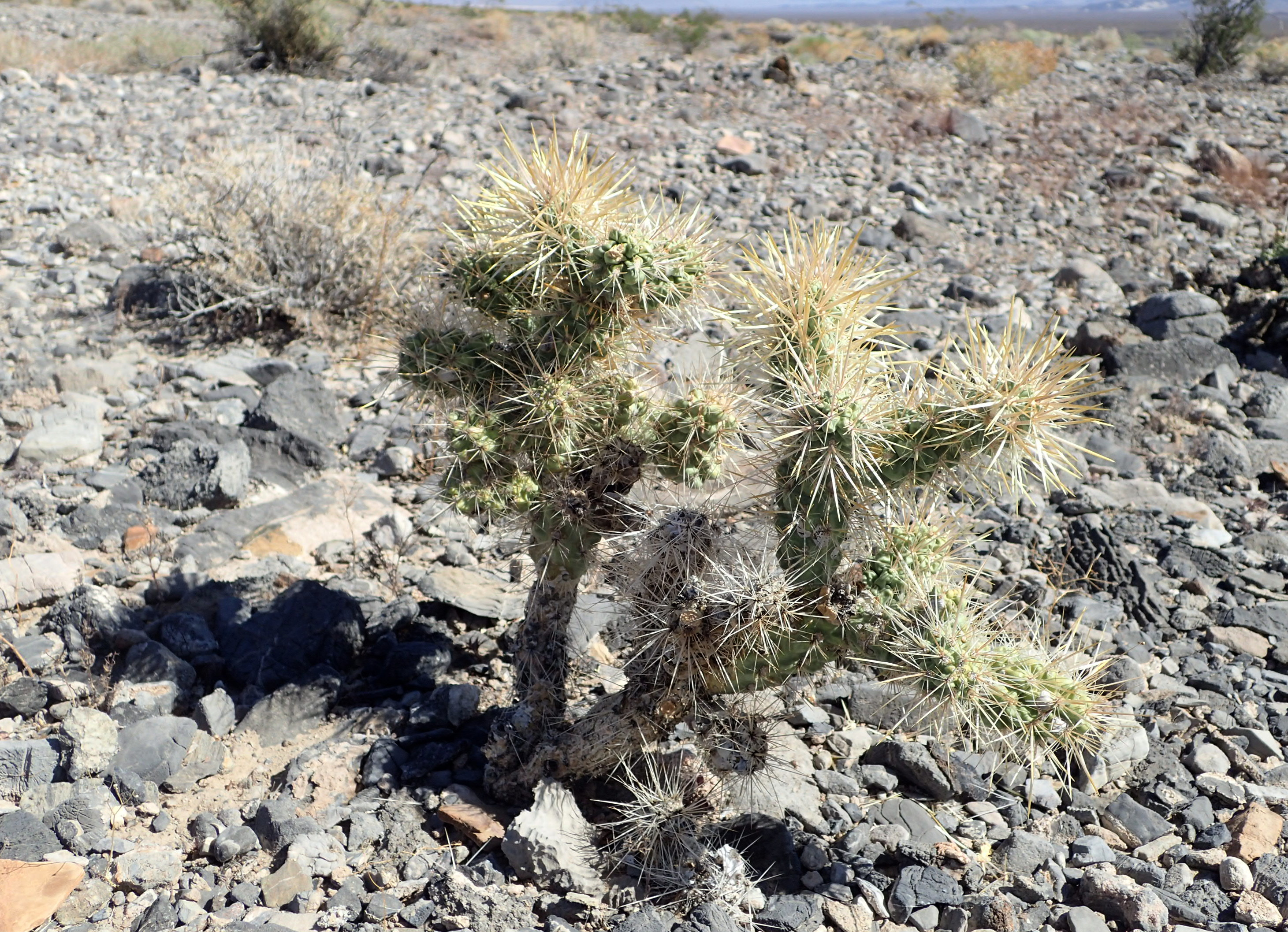
Porte de la planta

Los tallos son erectos, articulados y están formados por segmentos generalmente firmemente unidos, aunque los segmentos terminales a veces se desprenden con facilidad. Cada uno de ellos mide de 3 a 12 cm de largo, de 1 a 2,5 cm de diámetro y tienen la epidermis de color verde a verde grisáceo claro. Su forma es cilíndrica y tienen tubérculos prominentes de 0,4 a 1,5 cm de largo.
Sobre los tallos se asientan areolas de color blanco, amarillo o canela que se vuelven grises con la edad. Su forma va de redonda a ampliamente elíptica, miden de 4 a 4,5 mm de largo y de 2 a 3,5 mm de diámetro. Poseen gloquidios muy pequeños, de color amarillo y de 3 a 5 mm de largo. También tienen de 6 a 22 espinas en la mayoría de las areolas y están cubiertas por una vaina epidérmica suelta que parece de papel, de color blanco por debajo y amarillo dorado por encima. Son rectas, entrelazadas y de color blanco, grisáceo, amarillento, canela o, en ocasiones, marrón rojizo. Miden de 2,2 a 5 cm de largo y menudo aparecen acompañadas de 0 a 5 espinas similares a cerdas o cepillos en los márgenes de las aréolas, oscureciendo la epidermis de los tallos.
Las flores son de color verde claro a verde amarillento y a veces aparecen teñidas de rosado o marrón rojizo en el exterior. Florecen en la primavera, se abren durante el día (diurnas) y son polinizadas por abejas. Miden de 2 a 2,3 cm de largo y los filamentos son de color blanco verdoso a amarillo, aunque a veces pueden aparecer teñidos de bronce o rosa. Las anteras son amarillas y los lóbulos del estilo y el estigma son de color blanco, crema o verde claro.

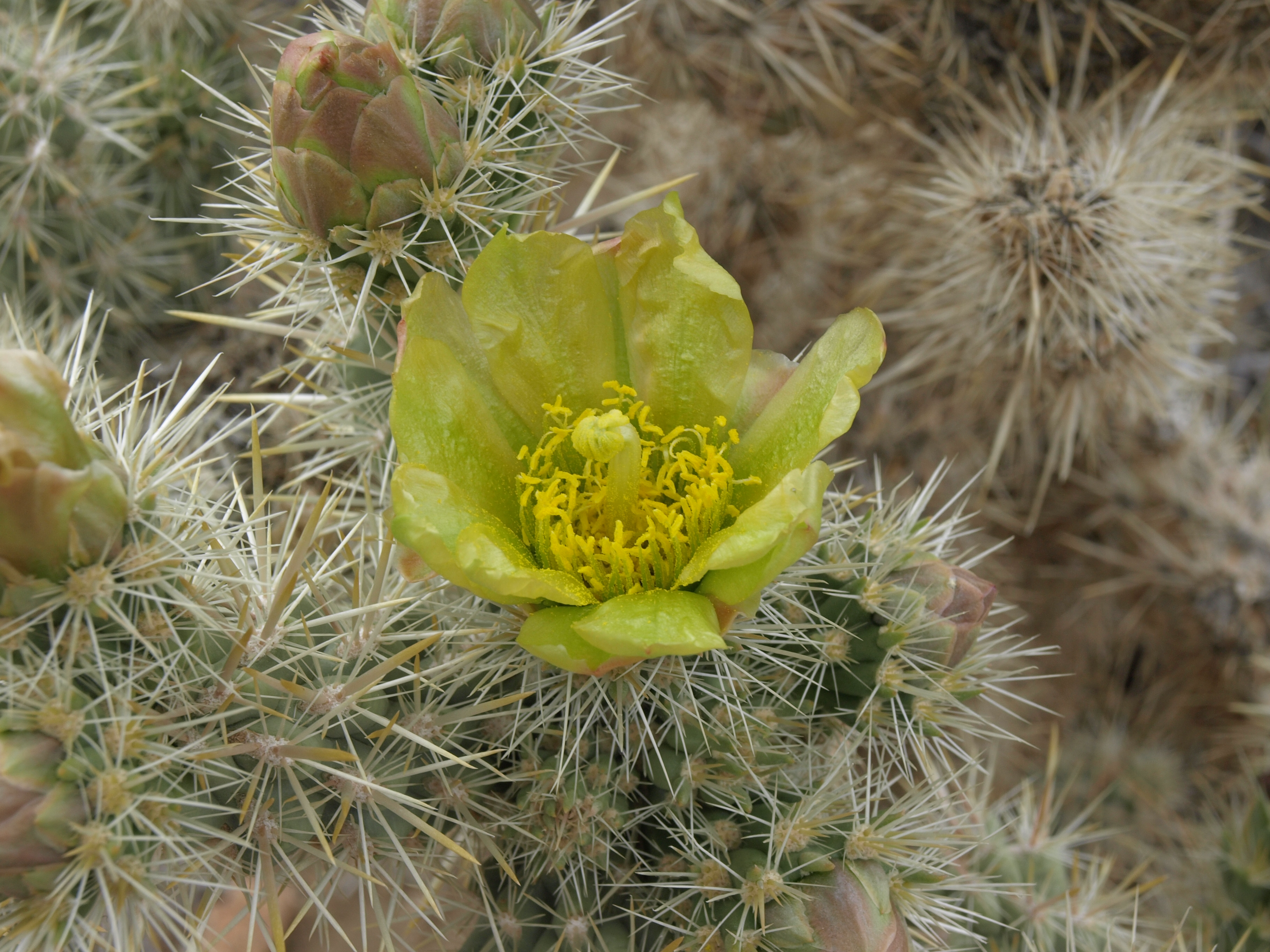
Detalle de la flor

Lo frutos se secan al madurar, su forma va de esférica a ubcónica y presentan el ápice hundido. Son densamente espinosos, tienen de 16 a 36 areolas y presentan restos florales adheridos a su epidermis. Son de color canela, miden de 1,3 a 2,3 cm de largo y de 1,1 a 2 cm de diámetro. Señalar que muy pocos frutos alcanzan la madurez, por lo que a menudo se pueden ver muchos frutos inmaduros en el suelo. Además, presentan un olor fétido que recuerda a la mantequilla rancia.
Las semillas son escasas y de color amarillo pálido. Su contorno va de angular a cuadrado y están deformadas. Miden de 4 a 6 mm de largo y de 3,5 a 5 mm de ancho. Presentan los lados lisos y cada uno de 2 a 4 depresiones grandes. La especie es diploide, siendo su número de cromosomas de 2n = 22.

## Distribución y hábitat
El área de distribución nativa de esta especie abarca desde el suroeste de los Estados Unidos (concretamente en los estados de Arizona, California, Nevada y Utah) hasta el noroeste de México, (concretamente en los estados de Baja California y Sonora).

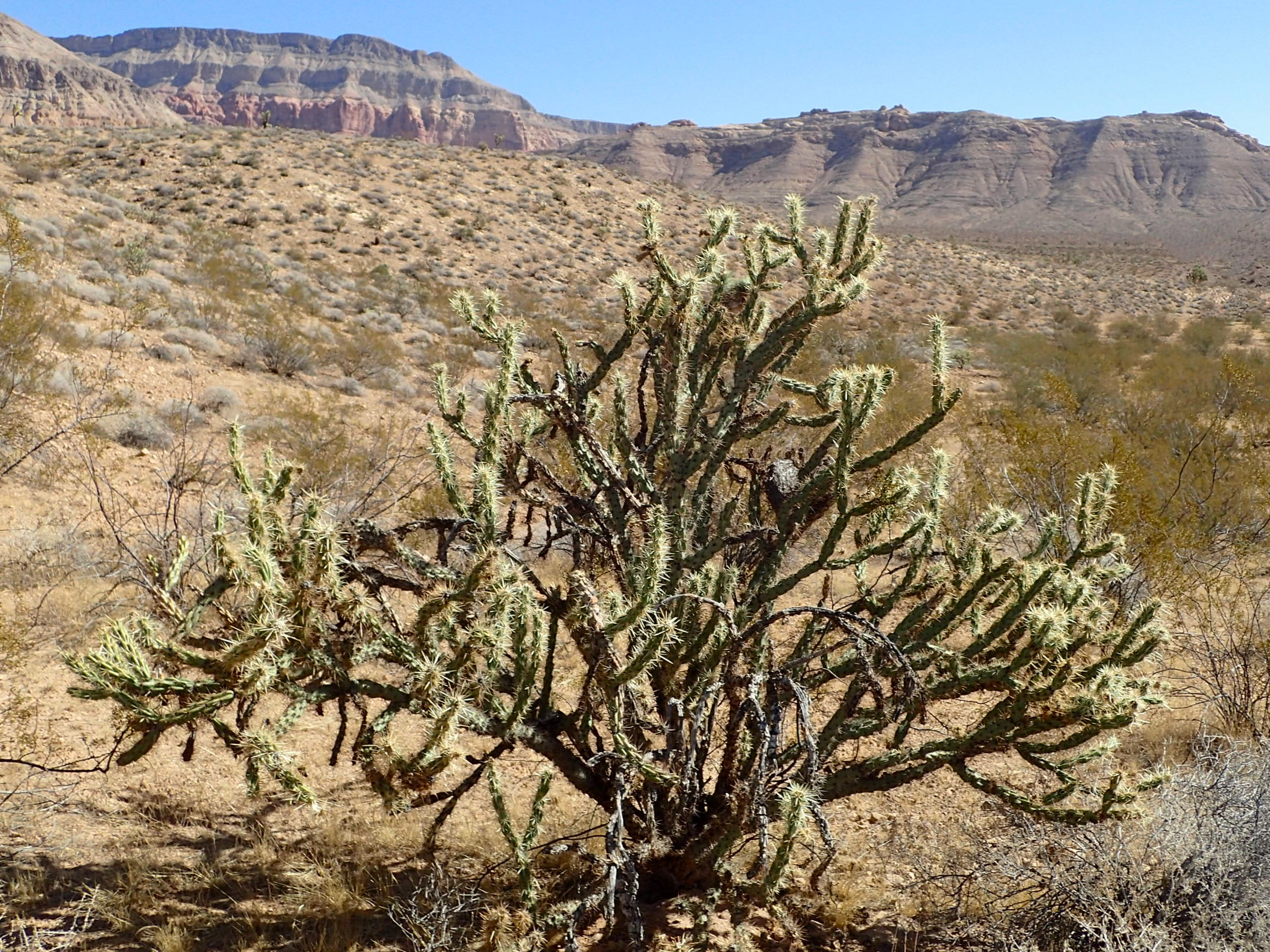
En su hábitat

Crece principalmente en biomas desérticos o de matorral seco, sobre suelos arenosos, de grava o dunas de arena, a elevaciones de 50 a 1700 metros sobre el nivel del mar.

## Taxonomía
La primera descripción de esta especie fue como Opuntia echinocarpa, publicada en 1856 por los botánicos George Engelmann y John Milton Bigelow en la revista científica Pacific Railroad Survey Reports 4 (5; 3): 49.
Posteriormente, el botánico danés Frederik Marcus Knuth colocó la especie en el género Cylindropuntia, pasando a llamarse Cylindropuntia echinocarpa y anotando estos cambios en el libro Den Nye kaktusbog: 131 en el año 1930.
Etimología
- Cylindropuntia: nombre genérico formado por dos palabras: el sustantivo griego kýlindros (que significa 'cilindro') y el género Opuntia, (con el que el género tiene similitudes), haciendo referencia a la forma cilíndrica de los tallos de las plantas.
- echinocarpa: epíteto específico que deriva de las palabras griegas echinos (que significa 'erizo') y karpos (que significa 'fruto'), haciendo referencia al fruto espinoso de la especie.[8]

## Estado de conservación
En la Lista Roja de Especies Amenazadas de la UICN, la especie está clasificada como de “Preocupación Menor (LC)” y no se conocen amenazas importantes para la conservación de esta especie.

## Usos

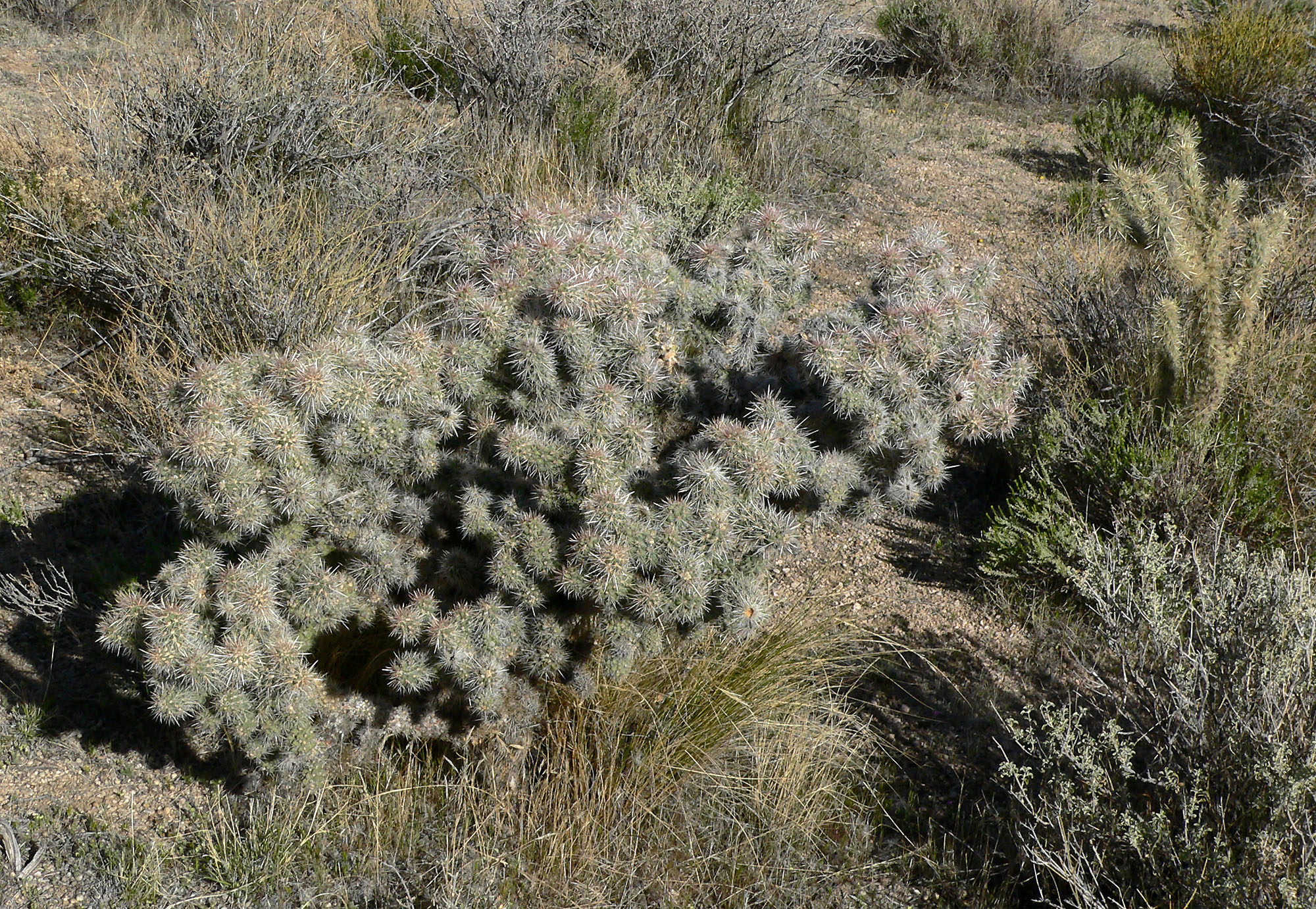
Forma arbustiva

Se cultiva principalmente como planta ornamental y su propagación se realiza a través de esquejes.